# Giuseppe Cuccarini
Giuseppe Cuccarini (ur. 29 marca 1958 w Città di Castello) – włoski trener siatkarski.

## Sukcesy klubowe
Mistrzostwo Włoch:
- 2002
- 1999, 2000, 2001

Puchar Włoch:
- 2000

Puchar CEV:
- 2000
- 2001, 2004
- 2005

Liga Mistrzyń:
- 2002

Mistrzostwo Turcji:
- 2008
- 2009

Puchar Turcji:
- 2009

Puchar Polski:
- 2014

Mistrzostwo Polski:
- 2014, 2015
- 2020

Superpuchar Polski:
- 2014, 2015

Puchar Challenge:
- 2025[4]